# Money Road
Money Road (titolo completo Money Road - Ogni tentazione ha un prezzo) è un reality show italiano prodotto da Sky Italia in collaborazione con Blu Yazmine la cui prima stagione è stata trasmessa in simulcast pay su Sky Uno e Now e in chiaro su TV8 dal 29 maggio 2025, condotto da Fabio Caressa.
Il gioco è l'adattamento italiano del programma britannico di Channel 4 dal titolo originale Tempting Fortune. La serie ha un totale di 6 puntate, trasmesse settimanalmente ogni giovedì.

## Regolamento
In questo programma, dodici concorrenti che formano la cosiddetta "Compagnia delle tentazioni" dovranno affrontare un percorso nella giungla della Malesia, sull'isola di Langkawi, della durata di due settimane, con lo scopo di restare uniti e non cedere alle tentazioni che arriveranno durante le puntate. Esse, se accettate, potranno affliggere un solo membro del gruppo o l'intero gruppo, ma potranno anche essere "segrete", e daranno un grande impatto al montepremi finale del programma di 300.000 euro, che verrà decurtato a seconda delle tentazioni accettate. Alla fine del programma, i concorrenti che arriveranno fino in fondo si divideranno il montepremi rimasto.

## Concorrenti
L'età dei concorrenti si riferisce al momento della partecipazione e registrazione del programma.
| Concorrente        | Età     | Provenienza           | Professione     | Vincita totale | Spese totali | Puntate |
| ------------------ | ------- | --------------------- | --------------- | -------------- | ------------ | ------- |
| Alessandro Orgiato | 38 anni | Milano                | Creativo        | 23.525€        | 7.547€       | 1-6     |
| Alice Agostini     | 24 anni | Roma                  | Project Manager | 16.525€        | 10.397€      | 1-6     |
| Alvise Zambello    | 23 anni | Vicenza               | Content creator | 2.000€         | 3.747€       | 1-6     |
| Benedetta Cinnate  | 53 anni | Milano                | Casalinga       | 14.525€        | 8.497€       | 1-6     |
| Danielle Madam     | 27 anni | Roma                  | Atleta          | 8.000€         | 2.997€       | 1-6     |
| Enrico Gardumi     | 51 anni | Roma                  | Ex imprenditore | 19.525€        | 12.747€      | 1-6     |
| Francesco Steno    | 62 anni | Torino                | Ex dirigente    | 14.525€        | 7.997€       | 1-6     |
| Grazia Amas        | 37 anni | Acireale (CT)         | Fruttivendola   | 31.050€        | 10.597€      | 1-6     |
| Marco Visconti     | 22 anni | Milano                | Stylist         | 18.525€        | 10.347€      | 1-6     |
| Roberta Amirante   | 47 anni | Roma                  | Ex manager      | 14.525€        | 10.807€      | 1-6     |
| Saveria Sforza     | 38 anni | Vellezzo Bellini (PV) | Tatuatrice      | 14.525€        | 10.647€      | 1-6     |
| Yaser Qurum        | 35 anni | Milano                | Odontoiatra     | 31.050€        | 14.547€      | 1-6     |
| Sandro Marenco     | 52 anni | Alessandria           | Professore      | 0€             | 830€         | 2-3     |

### Puntate e ascolti
| Puntata | Messa in onda  | Ascolti              | Ascolti | Ascolti                         | Ascolti                    | Ospiti            |
| Puntata | Messa in onda  | Telespettatori (TV8) | Share   | Cumulato (Sky Uno/+1, TV8, Now) | Total audience settimanale | Ospiti            |
| ------- | -------------- | -------------------- | ------- | ------------------------------- | -------------------------- | ----------------- |
| 1       | 29 maggio 2025 | 338 000              | 1,90%   | 1 010 000                       | 1 606 000                  | -                 |
| 2       | 5 giugno 2025  | 374 000              | 2,20%   | 964 000                         | 1 566 000                  | Asia Argento      |
| 3       | 12 giugno 2025 | 438 000              | 2,80%   | 788 000                         | 1 460 000                  | Giorgio Locatelli |
| 4       | 19 giugno 2025 | 406 000              | 2,60%   | 824 000                         | 1 514 000                  | -                 |
| 5       | 26 giugno 2025 | 389 000              | 2,70%   | 746 000                         | 1 533 000                  | Enzo Miccio       |
| 6       | 3 luglio 2025  | 371 000              | 2,50%   | 742 000                         | ND                         | -                 |
| Media   | Media          | 386 000              | 2,45%   | 847 000                         |                            |                   |

### Annotazioni
1. 1 2  Non prende parte alla divisione del montepremi, in quanto la sua quota è stata presa da Yaser e da Grazia
2. 1 2  Nell'ultima puntata preleva il doppio della sua quota del montepremi rimasto
3. ↑  Entra in prova nella seconda puntata ed ha 48 ore per entrare realmente nel gruppo. Dopo questi due giorni il gruppo sceglie di non accettarlo e quindi Sandro è eliminato dal gioco

### Riferimenti
1. 1 2   Sky TG24, Money Road, il nuovo strategy game di Sky condotto da Fabio Caressa, su tg24.sky.it, 14 marzo 2025. URL consultato il 5 maggio 2025.
2. ↑   Money Road, arriva su Sky lo strategy game con Fabio Caressa, su Everyeye Serie TV, 1º maggio 2025. URL consultato il 5 maggio 2025.
3. ↑   Money Road - Ogni tentazione ha un prezzo: il nuovo show dal 29 maggio su Sky, su Sky. URL consultato il 5 maggio 2025.
4. ↑   Simone Rossi-Redazione Digital-News.it, Caressa: «Money Road su Sky, tentazioni, spirito di gruppo e avventure nella giungla malese»., su www.digital-news.it, 30 maggio 2025. URL consultato il 30 maggio 2025.
5. ↑  Money Road, cosa sapere sul nuovo programma con Fabio Caressa da giovedì su Sky | Sky TG24
6. ↑   Sky TG24, Money Road, i partecipanti del nuovo programma Sky di Fabio Caressa, su tg24.sky.it, 29 maggio 2025. URL consultato il 29 maggio 2025.
7. ↑   Money Road ascolti | Giovedì 29 maggio 2025, su SkyTg24.it. URL consultato il 29 maggio 2025.
8. ↑   Simone Rossi-Redazione Digital-News.it, Money Road su Sky e NOW: ascolti boom e tensione alle stelle nel debutto dello show di Fabio Caressa, su www.digital-news.it, 4 luglio 2025. URL consultato il 4 luglio 2025.
9. 1 2   Simone Rossi-Redazione Digital-News.it, MONEY ROAD su Sky e NOW con FABIO CARESSA: il minimarket di Asia Argento, le tentazioni, su www.digital-news.it, 4 luglio 2025. URL consultato il 4 luglio 2025.
10. ↑   Money Road ascolti TV | Giovedì 5 giugno 2025, su SkyTg24.it. URL consultato il 5 giugno 2025.
11. 1 2   Simone Rossi-Redazione Digital-News.it, Money Road Sky NOW TV8: le tagliatelle di Giorgio Locatelli, Proposta Matrimonio, Fango Estremo, su www.digital-news.it, 4 luglio 2025. URL consultato il 4 luglio 2025.
12. ↑   Fabio Fabbretti, Ascolti TV | Giovedì 12 Giugno 2025. Don Matteo (16%) vince facile contro Avanti un Altro (11.9%), Ore 14 Sera parte forte (8.3%), su Davide Maggio, 13 giugno 2025. URL consultato il 13 giugno 2025.
13. 1 2   Simone Rossi-Redazione Digital-News.it, Money Road Sky TV8 NOW, la Compagnia delle Tentazioni è spaccata in due tra alleanze e bugie, su www.digital-news.it, 4 luglio 2025. URL consultato il 4 luglio 2025.
14. ↑   Fabio Fabbretti, Ascolti TV | Giovedì 19 Giugno 2025. Vince Don Matteo (15.8%), male Avanti un Altro (11.5%), su Davide Maggio, 20 giugno 2025. URL consultato il 20 giugno 2025.
15. 1 2   Simone Rossi-Redazione Digital-News.it, Money Road Sky, TV8 e NOW: tra liti, yacht e colpi di scena il montepremi crolla a 180mila euro, su www.digital-news.it, 4 luglio 2025. URL consultato il 4 luglio 2025.
16. ↑   Fabio Fabbretti, Ascolti TV | Giovedì 26 Giugno 2025, su Davide Maggio, 27 giugno 2025. URL consultato il 27 giugno 2025.
17. 1 2   Simone Rossi-Redazione Digital-News.it, Money Road, Sky, NOW, TV8: clamorosa resa dei conti finale. Polemiche fortissime e tanta amarezza, su www.digital-news.it, 4 luglio 2025. URL consultato il 4 luglio 2025.
18. ↑   Fabio Fabbretti, Ascolti TV | Giovedì 3 Luglio 2025, su Davide Maggio, 4 luglio 2025. URL consultato il 4 luglio 2025.